# Вуді (тип кузова автомобіля)
Вуді (англ. woodie) — це автомобіль, кузов якого виготовлений з натурального дерева або стилізований під дерев'яні елементи. Майже всі вуді мають кузов "універсал", хоча випускалися і автомобілі з дерев'яним оздобленням або його імітацією і з іншими кузовами: седан, кабріолет, хетчбек.
Розквіт класичних вуді прийшовся на 1930-ті—40-ті роки. Популярність таких авто після Другої світової війни частково була зумовлена дефіцитом металу .

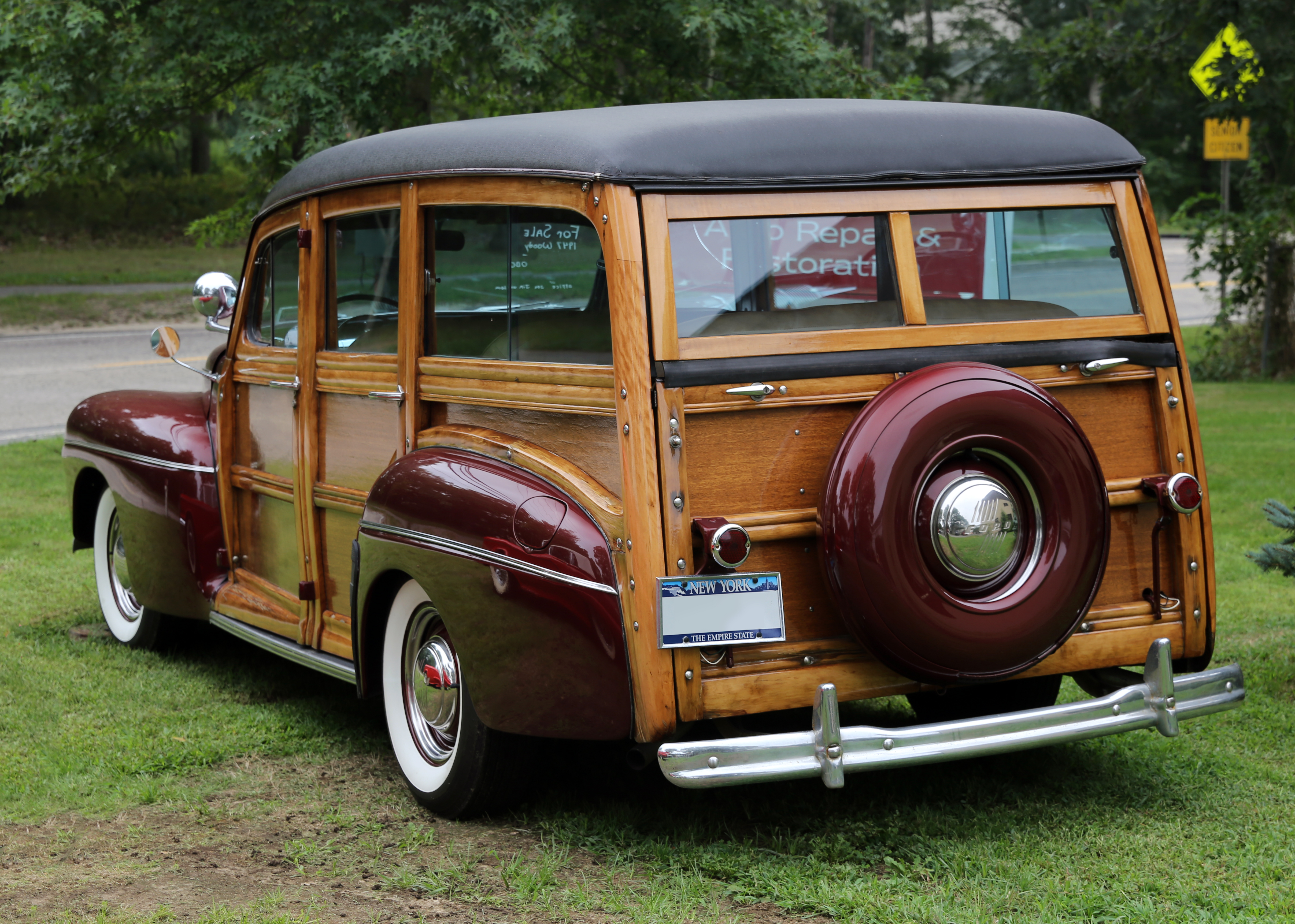
Ford Super Deluxe (1947)

З середини 1950-х років натуральне дерево для виготовлення таких машин вже не використовувалося. Замість нього на автомобілі наносили вінілові накладки, які імітували лаковане дерево. Яскравим прикладом є Jeep Wagoneer 1990 року.

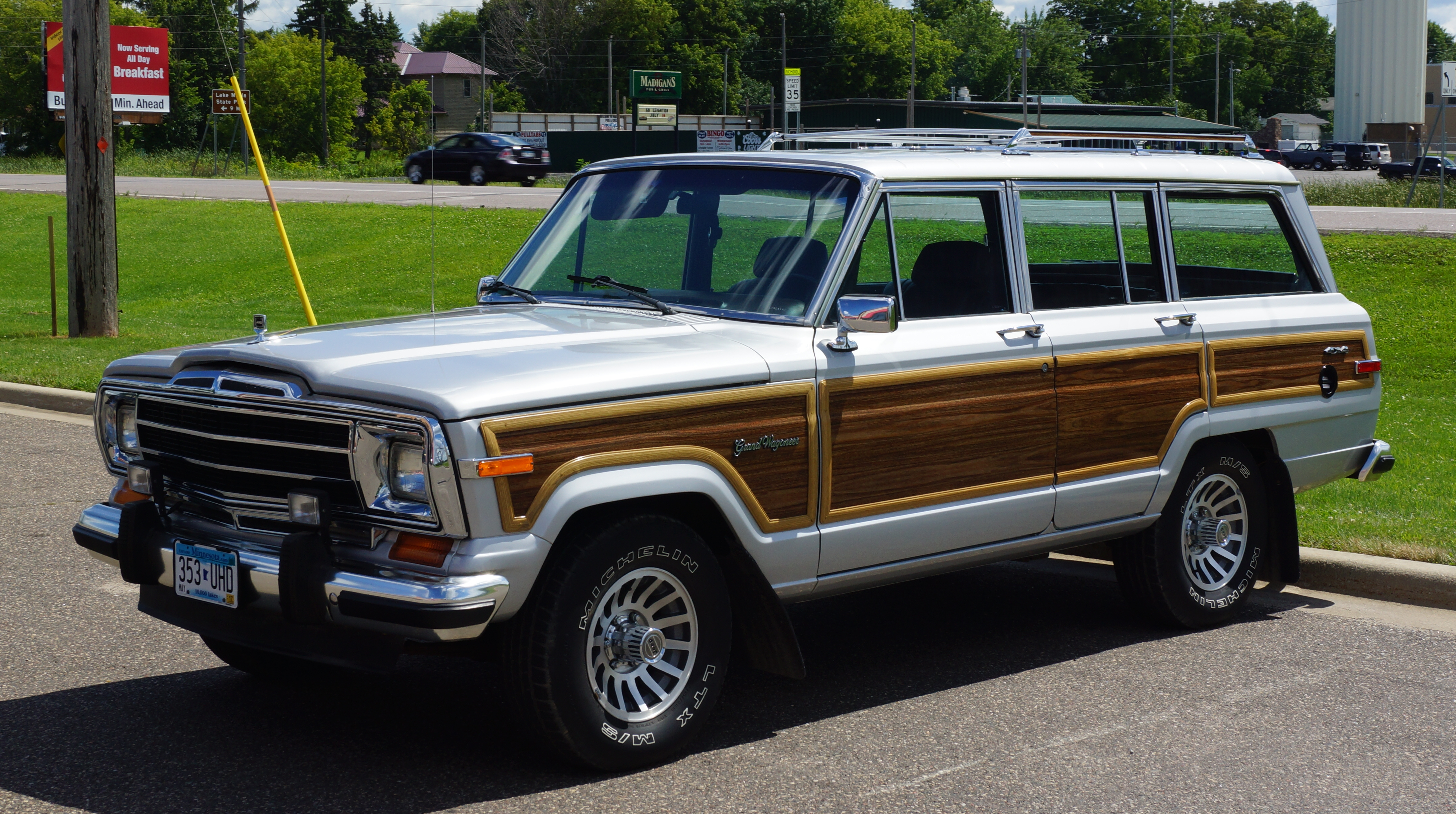
Jeep Grand Wagoneer (1990)

## Вуді у масовій культурі
У США у 1960-ті—70-ті роки уживані вуді стали дуже популярні серед молоді, яка захоплювалася серфінгом.
У популярній комедії «Канікули» з Чеві Чейзом сім'я мандрувала на вигаданому універсалі вуді Wagon Queen Family Truckster, побудованому на базі Ford Country Squire LTD 1979 року випуску.